# Lisa Batiasjvili
Elisabeth (Lisa) Batiasjvili (Georgisch: ლიზა ბათიაშვილი) (Tbilisi, Georgië, 1979) is een Georgische violiste.

## Jeugd en opleiding
Lisa Batiasjvili werd in 1979 in de Georgische hoofdstad Tbilisi geboren als dochter van een violist en een pianiste. Al vanaf haar prille jeugd kreeg ze vioolles van haar vader. Vanwege de dreiging van een burgeroorlog emigreerde het gezin Batiasjvili in 1991 naar Duitsland. Vanaf haar twaalfde studeerde Lisa aan de Hochschule für Musik und Theater Hamburg bij Mark Lubotski en vanaf haar veertiende bij Ana Tsjoematsjenko in München aan de Hogeschool voor Muziek en Theater München.

## Carrière en onderscheidingen
In 1995 won ze, als jongste deelnemer ooit (16 jaar), de tweede prijs van het internationale Jean Sibelius Vioolconcours in Helsinki. Daarna trad ze op in het BBC Radio 3-programma New Generation Artists. In 2003 won ze de Leonard Bernsteinprijs op het Sleeswijk-Holstein Muziekfestival en de Beethovenring op het Beethovenfestival in Bonn. In 2008 kreeg Lisa de MIDEM Classical Award uitgereikt en de Choc de L'année voor haar opname van de vioolconcerten van Sibelius en Lindberg. In datzelfde jaar ontving ze de ECHO Klassik-prijs. In 2009 won ze de prestigieuze Internationale Prijs van de Accademia Musicale Chigiana in Siena.
In 2001 nam ze haar eerste cd op voor het platenlabel EMI. Later maakte ze opnamen voor Sony Classical en vanaf 2010 heeft ze een exclusief contract met Deutsche Grammophon.
Lisa Batiasjvili speelt zowel solo als in kamermuziekverband. Dat laatste niet in een vast ensemble; soms met haar echtgenoot de hoboïst François Leleux.
Lisa heeft als soliste gespeeld met veel symfonieorkesten en dirigenten over de hele wereld. In het seizoen 2016-2017 is zij "artist in residence" bij het Koninklijk Concertgebouworkest in Amsterdam. 
De Finse componist Magnus Lindberg heeft zijn (eerste) vioolconcert uit 2006 voor Lisa Batiasjvili gecomponeerd. Het is door haar uitgevoerd en opgenomen.

## Viool
Lisa Batiasjvili speelde voorheen op een Engleman Stradivarius uit 1709, die haar in bruikleen was verstrekt door de Nippon Music Foundation. Later kreeg zij van een privé-verzamelaar een Joseph Guarneri "del Gesu" uit 1739 in bruikleen.

## Discografie
- 2001: Works for Violin & Piano: Brahms, Bach, Schubert
- 2007: Sibelius & Lindberg: Violin Concertos
- 2008: Mozart
- 2008: Beethoven Violin Concerto & Tsintsadze 6 Miniatures
- 2011: Echoes of Time: werken van Sjostakovitsj, Pärt, Rachmaninov, Kantscheli, met het symfonieorkest van de Bayerischen Rundfunk o.l.v. Esa-Pekka Salonen en met Hélène Grimaud
- 2014: Bach

## Privé
Lisa Batiasjvili woont tegenwoordig in München, met haar man, de Franse hoboïst François Leleux, en hun twee kinderen.